# Конференции НКВД СССР и гестапо
Конференции НКВД и гестапо — серия встреч между представителями НКВД и гестапо, которые, согласно версии Роберта Конквеста, состоялись в конце 1939 — начале 1940 года, после подписания Пакта о ненападении между СССР и Германией, с целью инициировать и в дальнейшем укрепить сотрудничество этих организаций.

## Версия Вишлева

Владимир Егнаров и штандартенфюрер Вальдемар Шон на заседании контрольно-пропускной комиссии по эвакуации беженцев. Варшава, 1940 год.

По мнению российского историка О. В. Вишлева, из документов, которые хранятся в Политическом архиве Министерства иностранных дел ФРГ, следует, что 29-31 марта 1940 года в Кракове находились представители советской комиссии, но не специальной делегации НКВД, как вслед за Т. Коморовским утверждают некоторые западные и российские авторы, а советской контрольно-пропускной комиссии по эвакуации беженцев. Эта комиссия, как и аналогичная германская, была образована на основе межправительственной договоренности. Советская делегация состояла из трех человек: B. C. Егнарова, капитана погранвойск НКВД СССР, председателя Советской главной комиссии по эвакуации беженцев (в действительности 17 марта 1940 сотруднику НКВД B. C. Егнарову было присвоено звание полковника. Ложное сообщение о звании Егнарова подчеркивает конспиративный характер встречи), И. И. Невского, члена Советской главной комиссии по эвакуации беженцев и В. Н. Лисина, члена местной комиссии по эвакуации беженцев. В задачи делегации входило обсуждение ряда вопросов, связанных с организацией обмена беженцами, и подписание с представителями германской комиссии соответствующего протокола.
Германскую сторону возглавлял глава Краковского регионального управления гетапо О. Г. Вехтер, являвшийся председателем Германской главной комиссии; в состав комиссии входил майор жандармерии Г. Фладе и два представителя министерства иностранных дел. В состав германской комиссии входили также представители и уполномоченные от других ведомств, которые, однако, в официальной части встречи, связанной с обсуждением и подписанием протокола, участия не принимали (в частности, в списке упомянут гауптштурмфюрер СС Курт Лишка — представитель СД).
По итогам обсуждения был подписан советско-германский протокол от 29 марта 1940 года, который являлся дополнением к соглашению о переселении от 16 ноября 1939 года. Он уточнял ряд пунктов последнего с учётом опыта, накопленного в ходе проведения переселения, модифицировал его первую статью применительно к проблеме беженцев и определял круг лиц, которые в качестве беженцев могли быть пропущены через границу к прежним местам проживания.

## Свидетельство Хрущёва
В своих воспоминаниях Н. С. Хрущёв отмечает: «Серов [в то время руководитель украинского НКВД] согласно служебным обязанностям установил тогда контакты с гестапо. Представитель гестапо официально прибыл по взаимной договоренности во Львов со своей агентурой … Предлогом послужил „обмен людьми“ между нами и Германией».

## Версия Конквеста
Некоторые английские и польские авторы (Роберт Конквест, Тадеуш Коморовский, Майкл Стентон) занимают другую позицию, утверждая, что встреч было больше (до четырёх), и они имели другой статус. При этом в качестве доказательств приводятся ссылки на современников событий Тадеуша Коморовского (см. ниже) и Хрущёва.

### Конференция в Закопане
По утверждениям Роберта Конквеста одна из встреч состоялась в Закопане, известном курорте в Татрах. Также Конквест утверждает, что именно на этой конференции было принято решение о репрессиях в отношении польского сопротивления: операции AB (проведена немцами в 1940 году; было убито около 7000 человек с целью подавления сопротивления в Польше) и особой операции в Кракове (арест немцами 183 преподавателей местных вузов и отправка их в концлагеря). Там же советская сторона предложила передать Германии польских офицеров, находившихся на территории СССР, однако получила отказ. Впоследствии эти офицеры были расстреляны НКВД (Катынский расстрел).

### Конференция в Кракове
Как указывается отдельными авторами, ещё одна встреча проходила в марте 1940 года в Кракове. В книге воспоминаний Тадеуша Коморовского «Armia Podziemna», написанной в Великобритании и изданной в 1951 году в США, содержится следующее утверждение: 

«В марте 1940 мы получили известие о том, что специальная делегация НКВД приехала в Краков, где собиралась обсудить с гестапо действия против польского сопротивления. НКВД уже было известно о существовании централизованной организации, управляемой единым штабом. Переговоры в Кракове продлились несколько недель»

## Версия Коморовского
По мнению одного из бывших руководителей Армии Крайовой Тадеуша Бур-Коморовского, приведённом в его мемуарах в 1950 году, на конференциях обсуждались совместные действия в ходе оккупации страны, в частности борьба с польским Сопротивлением

## Обмен военнопленными и интернированными
В результате договорённостей достигнутых в середине октября 1939 года, пленённые и интернированные Красной армией в ходе оккупации Польши польские граждане, прежде всего немецкого происхождения, «если они жили в немецкой сфере влияния» до войны, передавались немецким властям. Всего изъявивших желание выехать на территорию в немецкой сфере влияния из советских лагерей было 42 492 человека. Действовало три пункта передачи — один в Белоруссии и два на Украине.

## Выдача европейских социалистов и антифашистов

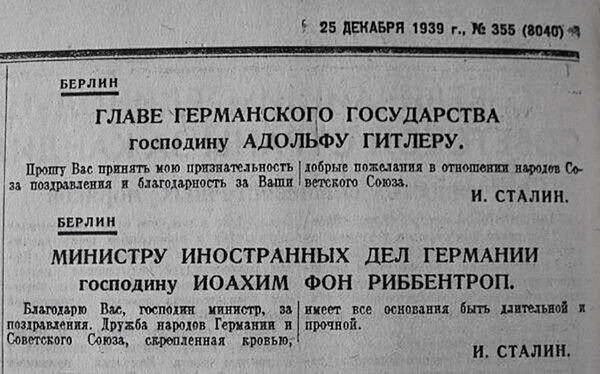
Сталин выражает свою признательность «Господину Адольфу Гитлеру […] за добрые пожелания в отношении народов Советского Союза»

В рамках советско-германского тайного сотрудничества, с конца 1939 по июнь 1940 года в негласном порядке из СССР удалялись европейские социалисты и антифашисты, прежде всего — немецкие и австрийские коммунисты, а также граждане оккупированных Германией центральноевропейских стран, бежавшие от гитлеровского режима в 1930-е гг. и проживавшие в СССР, которые были квалифицированы Сталиным как «социал-фашисты».
Полный механизм передачи стал известным из воспоминаний одной из немецких коммунисток, выданной немецкой стороне в феврале 1940 года. Она и другие проживавшие в СССР немецкие коммунисты были собраны в Бутырской тюрьме, оттуда вывезены «воронками» на закрытый спецперрон НКВД, погружены на железнодорожный эшелон, заколоченными товарными вагонами («телятниками») их доставили в пограничный Брест-Литовск, на советско-германскую границу, где сопровождавшие эшелон сотрудники НКВД передали состав с заключёнными офицерам СС. Эшелон с антифашистами доставили в Бяласскую тюрьму на территории оккупированной немцами Польши, оттуда их распределили в Люблинскую замковую тюрьму Гестапо, а оттуда этапировали в немецкие концлагеря. Вопросы «обмена людьми» на территории Советской Украины, через Львов, курировал Хрущёв: гестаповцы решали на Западной Украине вопросы эвакуации немецкоязычного населения в Германию, попутно им была передана большая группа немецких коммунистов. Всего, по данным Маргариты Бубер-Нойман с конца 1939 по июнь 1940 года было выдано около пятисот немецких и австрийских коммунистов. Кроме того, сотни немецких коммунистов, осужденных во время «великой чистки» к многолетним срокам как «иностранные шпионы», выдавались также из советских тюрем и концлагерей. Впервые о факте выдачи «ряда немецких коммунистов» или «некоторых немецких коммунистов» (о сотнях речь не шла) стало сообщаться на страницах советской партийной печати в годы «перестройки».
При этом немецкая сторона не передавала в СССР живущих в Германии и оккупированных странах антисоветских деятелей, что впоследствии очень скоро дало свои плоды, результаты такой политики остро сказались в ходе советско-германской войны — с разрешения немецких властей антисоветскими деятелями были созданы сотни газет и изданий на русском и других языках народов СССР, а в СССР сложилась плачевная ситуация с грамотной антифашистской пропагандой за рубеж, которая могла бы вестись со знанием иностранных реалий, что вкупе со сталинскими репрессиями и всесторонним террором, а затем роспуском Коминтерна (что также подавалось сталинскими пропагандистами как очередная советская «победа») лишили Советский Союз каких-либо реальных рычагов контрпропаганды за рубежом.

## Критика
Российский историк О. В. Вишлёв указывает, что версия Конквеста противоречит существующим архивным документам.
Историк А. Р. Дюков (директор фонда «Историческая память») отмечает, что для доказательства сотрудничества НКВД и гестапо используется поддельный документ — так называемое «Генеральное соглашение о сотрудничестве, взаимопомощи, совместной деятельности между Главным управлением государственной безопасности НКВД СССР и Главным управлением безопасности Национал-социалистической рабочей партии Германии (гестапо)», который впервые появился в 1999 году в Московской антисемитской газете «Память».
По мнению историка В. А. Зубачевского публикация якобы сфальсифицированных документов[каких?] используется для внедрении в общественное сознание сведений о сотрудничестве НКВД и гестапо в начальный период Второй мировой войны.